# Gloria (udde)
Gloria är en udde i Antarktis. Den ligger i Västantarktis. Argentina, Chile och Storbritannien gör anspråk på området.
Terrängen inåt land är varierad. Havet är nära Gloria österut.  Trakten är obefolkad. Det finns inga samhällen i närheten. 